# Sauvagnon
Sauvagnon – miejscowość i gmina we Francji, w regionie Nowa Akwitania, w departamencie Pireneje Atlantyckie.
Według danych na rok 1990 gminę zamieszkiwało 1970 osób, a gęstość zaludnienia wynosiła 118 osób/km² (wśród 2290 gmin Akwitanii Sauvagnon plasuje się na 215. miejscu pod względem liczby ludności, natomiast pod względem powierzchni na miejscu 669.).